# Zachodniosyberyjskie Zagłębie Naftowe
Zachodniosyberyjskie Zagłębie Naftowe (ros. Zapadno-Sibirskij nieftiegazonosnyj bassiejn) – największe na świecie zagłębie naftowe i eksploatowane złoża gazu ziemnego w azjatyckiej części Rosji, na Nizinie Zachodniosyberyjskiej. Obejmuje on głównie obwody tiumeński i tomski, oraz w mniejszym stopniu Obwód omski, nowosybirski, swierdłowski i kurgański. Powierzchnia zagłębia zajmuje około 2,2 mln km² z czego zdecydowana większość obszaru znajduje się w Zachodniosyberyjskim regionie gospodarczym natomiast pozostała część w Uralskim regionie ekonomicznym.
Na obszarze całego zagłębia znajduje się około 250 czynnych ośrodków wydobycia ropy naftowej i gazu ziemnego, do najważniejszych należą Nowy Urengoj, Surgut czy Tiumeń.